# Matsayit Klang
De Matsayit Klang is Thailands tweede grootste moskee. De moskee staat in de stad Pattani en is gebouwd in het begin van de jaren 60 van de 20e eeuw. Het is gebouwd in traditionele stijl en heeft een lichtgroene kleur.